# Chassigny-sous-Dun
Chassigny-sous-Dun ist eine französische Gemeinde mit 558 Einwohnern (Stand: 1. Januar 2022) im Département Saône-et-Loire in der Region Bourgogne-Franche-Comté. Sie gehört zum Arrondissement Charolles und zum Gemeindeverband Communauté de communes Brionnais Sud Bourgogne. Die Bewohner werden Chassignons und Chassignonnes genannt.

## Geografie
Chassigny-sous-Dun liegt etwa 50 Kilometer westsüdwestlich von Mâcon in den Hügellandschaften von Brionnais und Charolais. Nachbargemeinden von Chassigny-sous-Dun sind La Chapelle-sous-Dun im Norden, Varennes-sous-Dun im Nordosten, Mussy-sous-Dun im Osten, Chauffailles im Süden und Südosten, Tancon im Süden und Südwesten, Saint-Maurice-lès-Châteauneuf im Westen sowie Saint-Laurent-en-Brionnais im Nordwesten. Das Gemeindegebiet wird im Süden vom Fluss Mussy durchquert.

## Bevölkerungsentwicklung
| Jahr                      | 1962 | 1968 | 1975 | 1982 | 1990 | 1999 | 2006 | 2011 | 2016 |
| Einwohner                 | 647  | 629  | 580  | 632  | 567  | 558  | 584  | 600  | 572  |
| Quelle: Cassini und INSEE |      |      |      |      |      |      |      |      |      |

## Sehenswürdigkeiten
- Neuromanische Kirche Saint-Symphorien aus dem 19. Jahrhundert

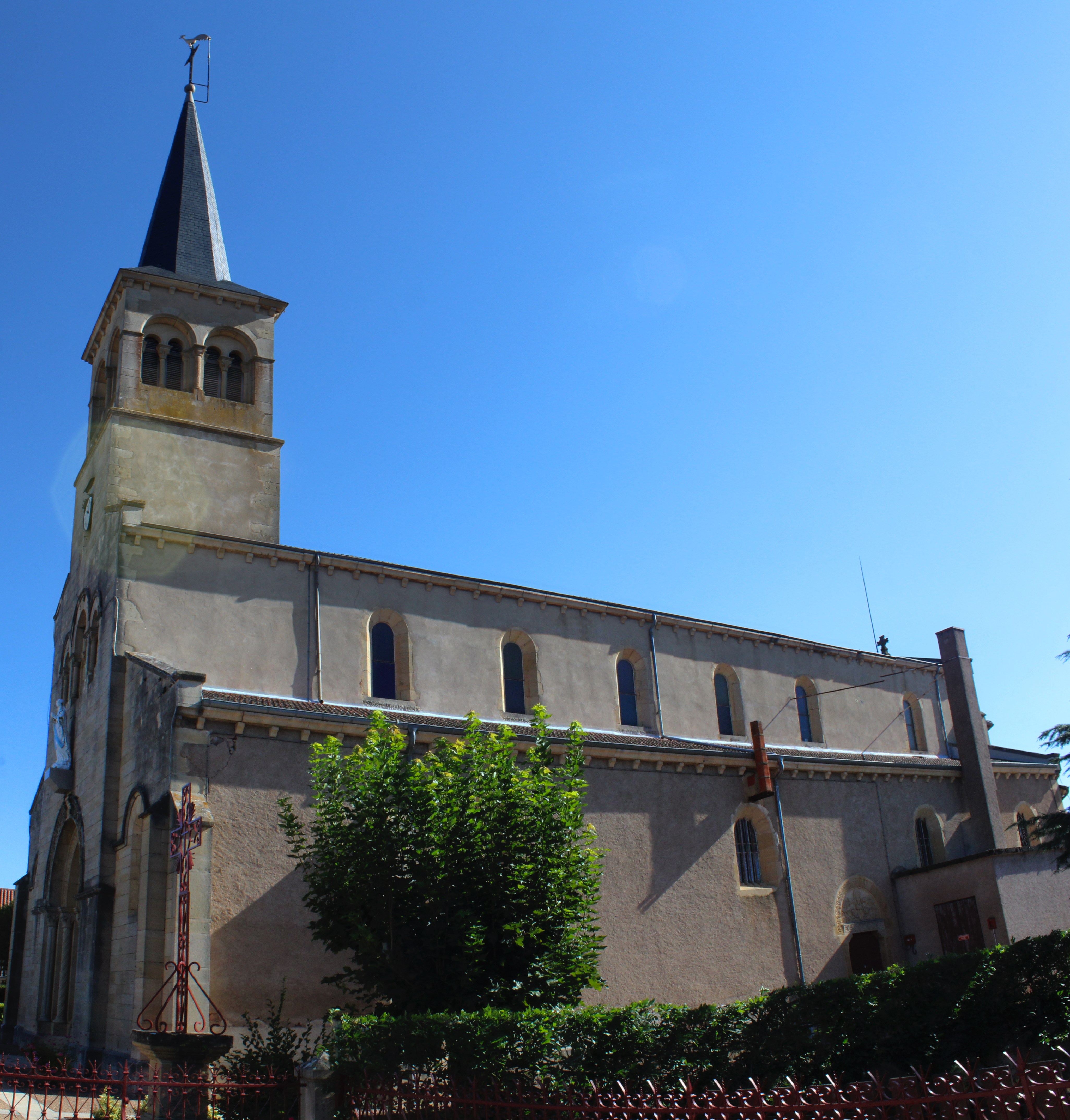
Kirche Saint-Symphorien

## Belege
1. ↑  Chassigny-sous-Dun auf cassini.ehess.fr
2. ↑  Chassigny-sous-Dun auf insee.fr